# Валленштейн, Альбрехт фон
Альбрехт Венцель Эусебиус фон Валленштейн (также Валленштайн, Вальдштейн, Вальдштайн) (нем. Albrecht Wenzel Eusebius von Waldstein (Wallenstein), чеш. Albrecht (Vojtech) Václav z Valdštejna, 24 сентября 1583, Гержманице, Богемия (ныне — Краловеградецкий край) — 25 февраля 1634, Хеб, Богемия) — выдающийся полководец Тридцатилетней войны, имперский генералиссимус и адмирал флота (21 апреля 1628) чешского происхождения. Герцог Фридландский и Мекленбургский.
Валленштейн был уволен с военной службы 13 августа 1630 года после того, как императора Священной Римской империи Фердинанда II стали беспокоить амбиции генералиссимуса. Однако несколько поражений от протестантских армий вынудили императора Фердинанда вновь призвать Валленштейна на военную службу, что позволило переломить ход войны в пользу императора. Недовольный тем, как император отнёсся к нему, Валленштейн стал рассматривать возможность союза с протестантами, но был убит одним из должностных лиц армии по имени Уолтер Деверё.

## Молодость
Валленштейн принадлежал к древней чешской дворянской фамилии Вальдштейнов, исповедовавшей протестантскую веру. Рано осиротев, был отправлен на воспитание к дяде по материнской линии, Генриху Славате в его замок Кошунберг. Генрих Славата принадлежал к Богемским Братьям, и первые два года жизни у дяди Валленштейн учился у них. Через два года дядя определил его в латинскую школу в Гольдберге. В 1599 году в этих местах разразилась эпидемия чумы, и Валленштейн направился в лютеранскую школу Альтдорфа. Вопреки популярному мнению о том, что Валленштейн учился у иезуитов в Оломоуце, оно не находит никаких документальных подтверждений. В это же время умирает дядя Валленштейна, Генрих Славата.

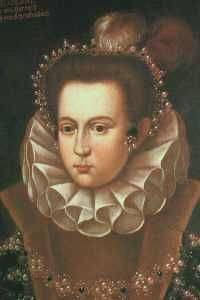
Изабелла фон Гаррах (вторая жена Валленштейна)

Пребывание в Альтдорфе было коротким и бурным. Вскоре горячего повесу исключили из учебного заведения за участие в нескольких эпизодах, порочащих репутацию. После чего он совершает путешествие по Италии, Франции, Нидерландам и Германии. В 1602 году будущий полководец вернулся на родину в своё имение Германица. В 1604 году в Венгрии разгорелся конфликт с турками, и Валленштейн вступил в ряды имперских войск в чине прапорщика под командованием генерала Басти.
После заключения мира Валленштейн вернулся в Богемию и принял католицизм. Не вызывает сомнений, что он сделал это до 1608 года, так как в этом году он совершил важный в своей жизни шаг — женился на богатой вдове, католического вероисповедания, которая в 1614 году умерла, возможно от чумы, оставив супругу своё состояние. Не сохранилось достоверных источников, которые рассказали бы об истинном отношении Валленштейна к супруге, но никаких упоминаний о любовницах и внебрачных детях так же нет. Вдовец организовал подобающие похороны и даже приказал заложить в своих моравских владениях монастырь в её честь. Более того, через много лет, достигнув пика своего могущества, он заложил в своей столице, в сердце своих земель, городе Гичин, ещё один монастырь и перезахоронил её в нём. Это и другое наследство, полученное тогда же от дяди, дали ему возможность играть важную роль при дворе императора Матвея. В кратковременную войну 1617 года между Венецией и герцогом Фердинандом Штирийским (будущим императором), Валленштейн сформировал за свой счёт отряд конницы (200 человек) и привёл его к герцогу, вследствие чего вошёл у него в большую милость. Во время осады Градишки Валленштейн смог пробиться к осаждённым, возглавляемым командующим Бальтазаром Маррадасом, с подкреплением и продовольствием. За этот подвиг Валленштейн получил чин полковника и был возведён в графское достоинство. В дальнейшем ходе кампании он выказывал примерную неустрашимость, а своей щедростью, равно как заботливостью о войсках, приобрёл такую известность, что каждый считал за честь служить в его отряде. По окончании похода, он был назначен командиром полка земской милиции в Моравии; вскоре вступил во второй брак с дочерью графа Гарраха, советника и любимца императора, при этом получил графское достоинство, звание канцлера и начальство над моравской милицией.

## Тридцатилетняя война
Когда в 1618 году вспыхнуло восстание в Моравии и Богемии, Валленштейн спас из Ольмюца государственную казну, участвовал со сформированным им кирасирским полком в подавлении восстания и очистил всю страну от протестантских войск, за что был произведён в генерал-майоры с назначением губернатором Моравии. В войне с Габором Бетленом, князем Трансильвании, нанес ему решающий удар — поражение при Штандмюце, а его союзнику, маркграфу бранденбург-эгерндорфскому — при Кремзире (1621 год).
Скупив в Богемии многие конфискованные имения и получив от императора обширное Фридландское поместье на границе Силезии, включая сам замок Фридланд, а также Либерец, Грабштейн и Валечов, Валленштейн стал одним из богатейших людей в Австрии. В 1623 году за победу над Габором Бетленом он был возведён в звание имперского князя и герцога. В 1625 году, когда средства императора для войны с протестантами совершенно истощились, Валленштайн, обладавший 30-миллионным состоянием, предложил сформировать 50-тысячную армию за свой счёт, при условии быть её главнокомандующим и отбивать расходы на неё контрибуциями с неприятельских земель. И Фердинанд согласился на это.
Слава и щедрость Валленштейна быстро привлекли под его знамёна наёмников со всей Европы. С этой новонабранной армией он разбил графа Мансфельда; разгромил княжества Мекленбург, Померанию, Шлезвиг, Голштинию; при помощи фельдмаршала Тилли нанёс решительный удар армии Кристиана IV, принудивший датчан заключить в 1629 году мирный договор в Любеке.

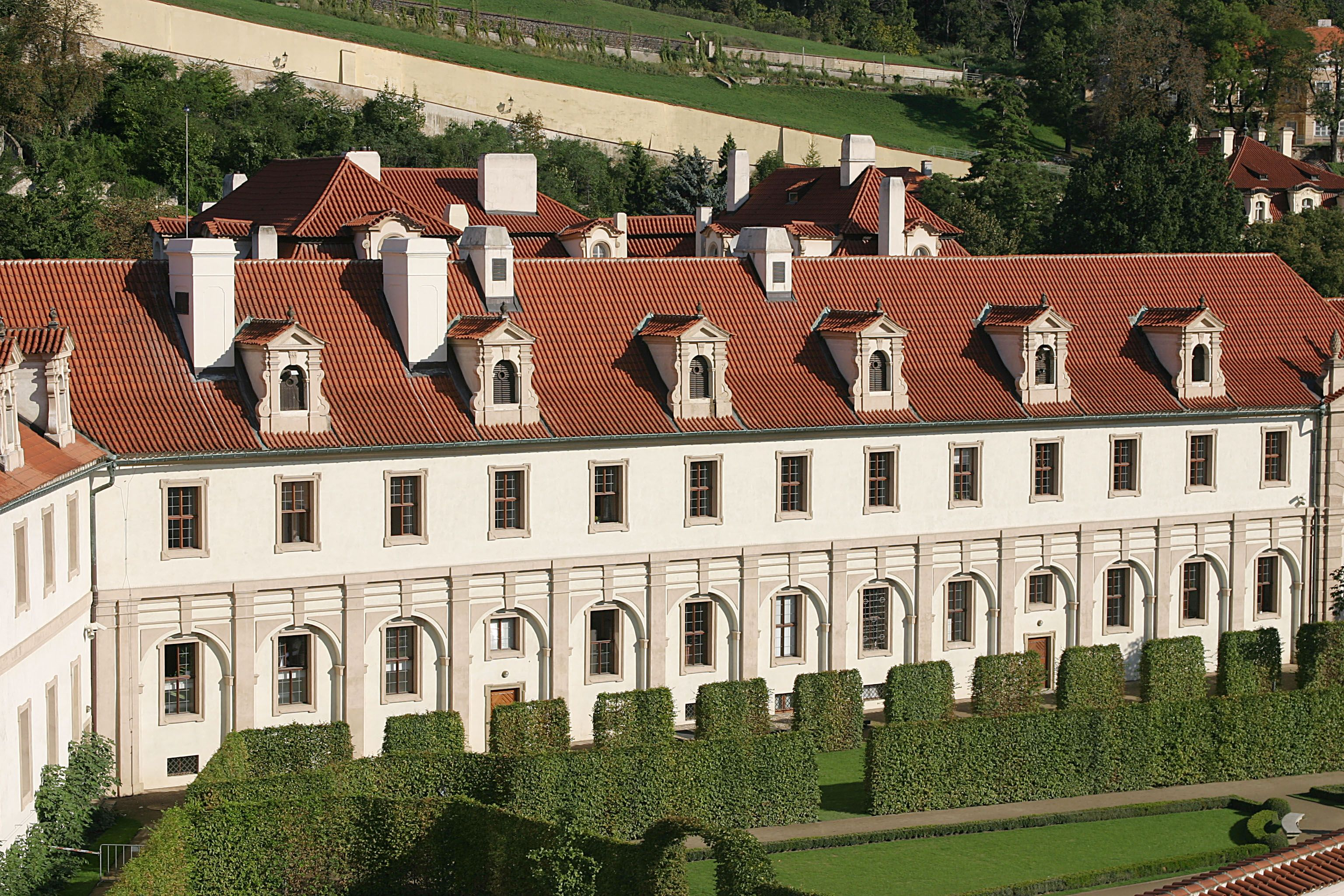
Валленштейнский дворец в Праге

Завоёванные Валленштейном мекленбургские владения были пожалованы ему императором с титулом герцога Мекленбургского. Но по мере успехов Валленштейна, высокомерие и надменность развились в нём до последних пределов и навлекли на него ненависть имперских князей, возмущённых, кроме того, и насилиями его войск. Уступая их жалобам, изложенным на Регенбургском съезде (в 1630 г.), император лишил Валленштейна верховной власти над католическим воинством. Последний принял это известие с гордым равнодушием и, оставив армию, удалился в Прагу, где зажил частным лицом.
Бездействие его, однако, продолжалось недолго; наступление шведского короля Густава Адольфа заставило императора вновь обратиться к помощи Валленштейна, но сам он только после долгих просьб согласился (1632) принять начальство над армией. Своё согласие он обставил такими условиями, которые давали ему неограниченную и бесконтрольную власть не только в армии, но и в землях, ею занимаемых. Набрав новые полки, Валленштейн взял Прагу, очистил Богемию от саксонских войск; но, двинувшись после в Баварию, он, несмотря на тройное превосходство сил, три месяца простоял под Нюрнбергом, занятым Густавом-Адольфом, и от боя уклонялся. Потерпев затем поражение под Лютценом, Валленштейн отступил в Богемию, и, убедившись, что вытеснить шведов из Германии трудно, решился достигнуть этого посредством постепенного отторжения от них союзников.
Для этого он вступил в переговоры с курфюрстом саксонским и, продолжая решительные военные действия против шведов там, где мог бить их по частям, щадил их протестантских союзников в Германии. Это послужило врагам герцога предлогом для обвинения его в измене. Ещё большим поводом к обвинению Валленштейна послужило освобождение взятого им в плен графа Турна, главы восстания в Богемии. Особенно злобствовали на Валленштейна иезуиты.

## Интриги и заговоры

Герб Альбрехта фон Валленштайна

Хотя Валленштейн пренебрегал неудовольствием венского двора, но всё-таки, получив от императора приказание идти на помощь курфюрсту баварскому, двинулся, несмотря на позднее время года, в Баварию; но, узнав дорогой о взятии Регенсбурга протестантами, вернулся и расположился в Богемии, на зимних квартирах. Враги Валленштейна, пользуясь этим, старались уличить его в намерении, опираясь на войска, сделаться чешским королём; а крайне раздражённый император потребовал от него очищения австрийских владений. Валленштейн не повиновался этому повелению, ссылаясь на договор, заключенный с императором перед принятием начальства над войсками. Когда же курфюрст баварский Максимилиан, стоявший во главе враждебной партии, потребовал, чтобы Валленштейн был лишён звания главнокомандующего, то последний (страдавший к тому же подагрой) созвал военный совет и, выразив свои несогласия с императором, заявил готовность удалиться от дел.
Но старшие офицеры, считавшие себя более на службе Валленштейна, чем императора, и зная, что с падением первого они могут лишиться ещё неполученной ими значительной денежной суммы за прежнюю службу, протестовали против намерения Валленштейна и 12 января 1634 года заключили с ним договор (Пильзенский), которым обязывались не оставлять друг друга, но при условии не предпринимать ничего против императора и католической церкви.

Императору Фердинанду представили всё это в виде политического заговора. Он отрешил Валленштейна от командования и объявил его мятежником, а начальство над армией вверено было генералам Пикколомини и Галласу, которым приказано доставить объявленного мятежника живым или мёртвым. В то же время император не переставал вести с Валленштейном дружескую переписку. Последний, узнав о грозящей ему опасности и о значении, какое придано Пильзенскому собранию, вновь собрал своих старших офицеров и объявил, что разрешает их от данной клятвы, если они подозревают его в намерениях, противных императору; вместе с тем он подписал реверс, что 
«никогда и в мыслях не имел предпринимать что-либо против императора и религии».
Реверс этот Валленштейн отправил в Вену, с заявлением готовности своей сдать начальство над армией, и на суде отдать отчёт в своих поступках. Но судьба его была уже решена; реверс его императору не был представлен. Последовавшим затем декретом конфисковывались имения герцога. Валленштейн, узнав о движении против него войск Пикколомини и Галласа, бежал с оставшимся верным ему слабым прикрытием в замок Эгер, (ныне Хеб, Чехия). Затруднительность положения заставила его вступить в переговоры с предводителями протестантов, но герцог Бернхард Саксен-Веймарский и Оксеншерна, не доверяя Валленштейну, отвергли его предложения.

## Убийство

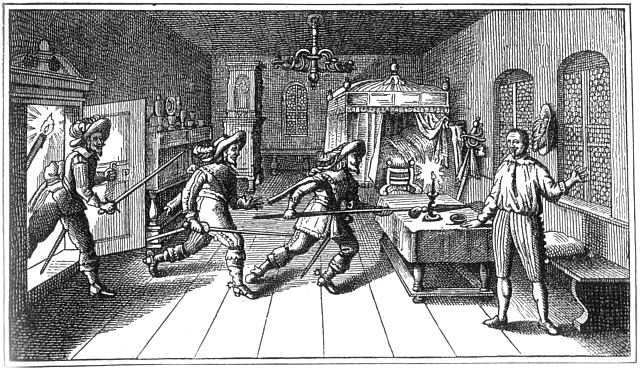
Убийство Валленштейна в Эгере. Гравюра

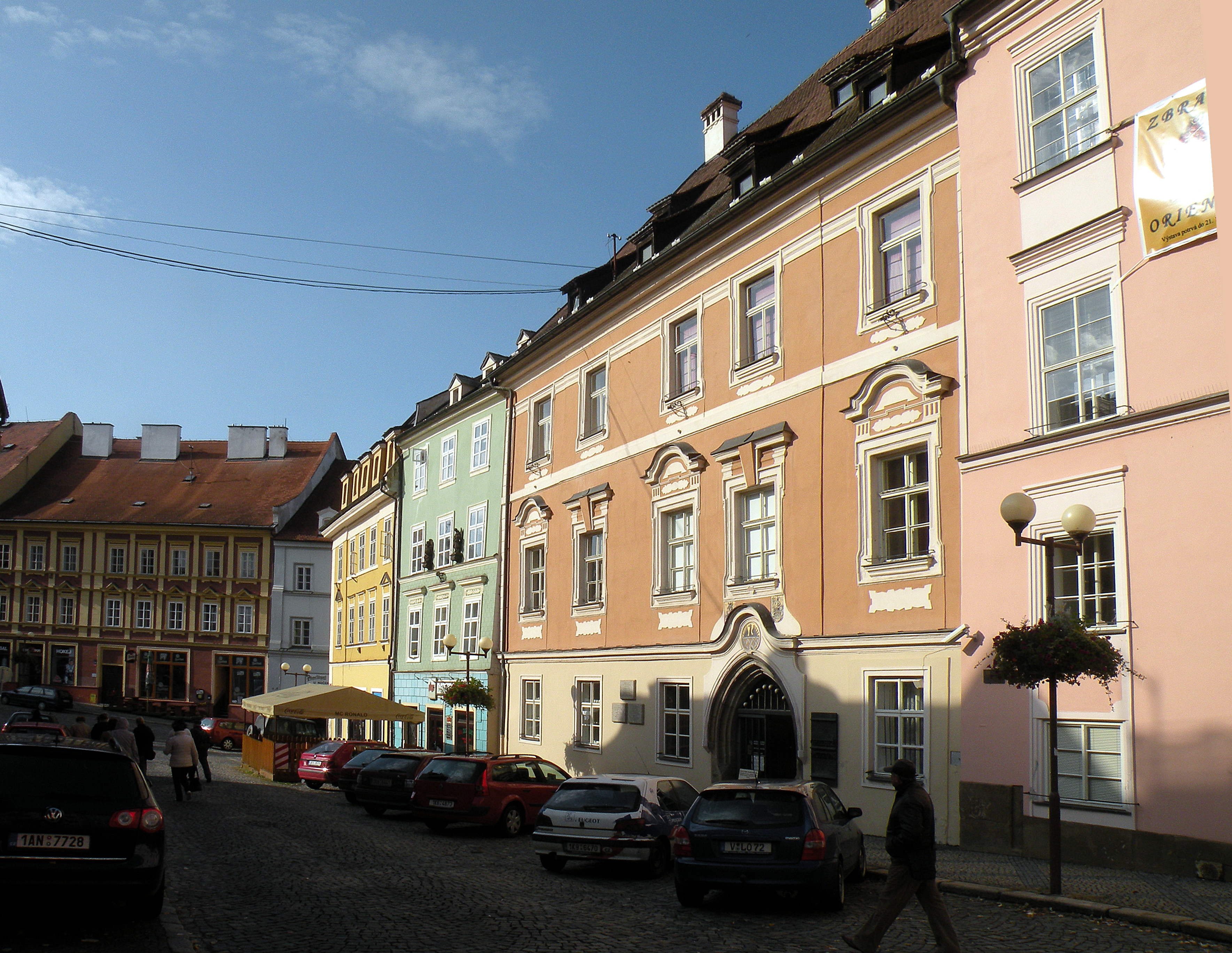
Хеб (Эгер). В этом здании был убит Валленштайн

Между тем полковник Батлер, начальник конвоя Валленштейна, будучи подкуплен генералами Пикколомини и Галласом, 25 февраля 1634 года, с помощью двух офицеров, коменданта крепости шотландца Джона Гордона и его соотечественника майора Уолтера Лесли, изменнически умертвил приближенных Валленштейна фельдмаршала Кристиана Иллова, генерала Адама Терцки, полковника Вилема Кински и ротмистра Ноймана. В то же время капитан Деверё с драгунами вломился в спальню герцога, который уже лежал в постели. Увидев, в чём дело, Валленштейн встал, прислонился к стене и спокойно принял смертельный удар алебардой в грудь.
Убийцы были щедро награждены за счёт имущества погибшего герцога. Каждый из 36 драгун полка Бутлера, принимавших участие в ночном избиении, получил по 500 талеров. Капитану Уолтеру Деверё, согласно мнению историков, направлявшему последний удар в грудь полководца, стоявшего перед ним в ночной рубахе, досталась 1000 талеров. Уолтер Батлер получил из конфискованных владений имения Доксы и Бернштейн, Джон Гордон — имения Снидары и Скршиваны.

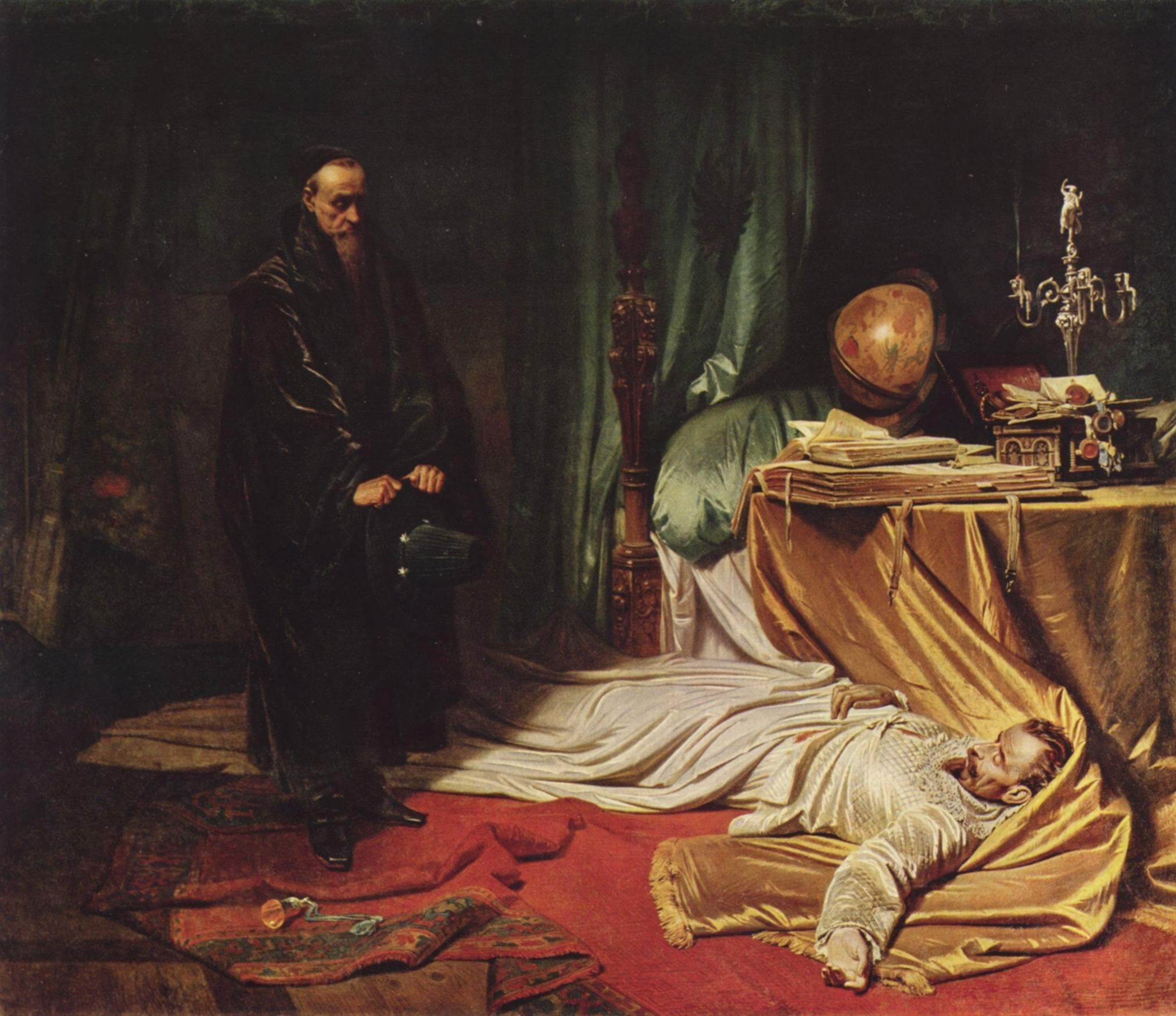
Запоздалый визит астролога. Карл Пилоти, 1855

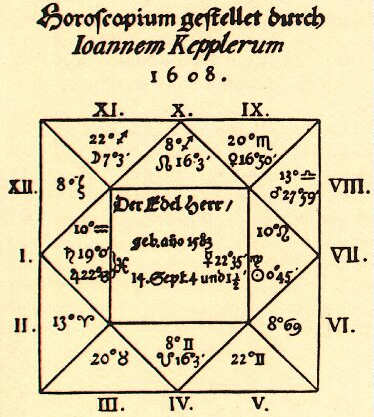
Гороскоп Валленштейна, составленный Иоганном Кеплером

Широко распространено предание о том, что Валленштайн пригласил астролога посетить его в полночь с тем, чтобы узнать своё будущее. Астролог запоздал. Эта сцена изображена на картине Пилоти, которую высоко ценил И. Е. Репин.
Альбрехт фон Валленштейн был похоронен в картузианском монастыре, в городке Вальдице, неподалёку от города Йичин. В 1785 году, после ликвидации монастыря в ходе реформ Иосифа II, его останки были перенесены в капеллу Святой Анны, расположенную в замке города Мнихово-Градиште, где они и покоятся по сей день.

## Семья
Приданое его первой жены, Лукреции фон Ландек, позволило ему самолично формировать войска и попасть в поле зрения интересов Габсбургов в Чехии. От брака с графиней Изабеллой фон Гаррах у Валленштейна был сын (умер во младенчестве) и дочь, во время его смерти ещё совсем девочка. От неё ведут своё происхождение чешские графы Кауницы.

## Память о Валленштейне
В Праге сохранились роскошный дворец и сады Валленштейна.
Валленштейн — герой ряда произведений:
- О частной жизни Валленштейна (1832) Юлиус Макс Шоттки нем.  Ueber Wallensteins Privatleben: Vorlesungen gehalten in dem Museum zu München
- «Валленштейн» (1800) — драматическая трилогия Ф. Шиллера, включающая пьесы «Лагерь Валленштейна», «Пикколомини» и «Смерть Валленштейна».
- «Лагерь Валленштейна» (1859) — симфоническая поэма Бедржиха Сметаны, изначально задуманная как увертюра к пьесе Шиллера.
- «Валленштейн» (1873—1879) — симфоническая трилогия Венсан д’Энди по поэме Ф. Шиллера.
- «Валленштейн» (1920) — историческая новелла А. Дёблина.
- «Валленштейн[нем.]» (1925) — немой фильм Рольфа Рандольфа.
- «Пещера» (1934—1936) — исторический роман Марка Алданова.
- «Блуждания» и «Реквием» — две трилогии Ярослава Дюриха.
- «Валленштейн» (1978) — немецкий четырёхсерийный фильм Франца Питера Вирта.
- «Прекрасная чародейка» (1980) — роман Владимира Неффа.
- «Валленштейн (настольная игра)[англ.]» — настольная стратегико-экономическая игра, выпущенная в 2002 году посвящённая великому полководцу и его исторической эпохе.
- «Глаза (Диоптрик)» (2016) — историко-фантастический роман Андрея Лустенко.
- «Wallenstein» (2019) — песня немецкой фолк-рок группы dArtagnan.